# Бёрч, Сэмюэл
Сэмюэл Джон «Ламорна» Бёрч (англ. Samuel John «Lamorna» Birch; 7 июня 1869, Эгремонт, Чешир — 7 января 1955, Ламорна, Корнуолл) — английский художник-постимпрессионист, крупный представитель художественной группы Ньюлинская школа. Был известен под псевдонимом Ламорна Бёрч.

## Жизнь и творчество
Если не считать недолгого пребывания в парижской Академии Коларосси, С. Бёрч был художником-самоучкой. Наиболее плодотворными для него были годы (начиная с 1902), проведённые в рыбацкой деревушке Ламорна в юго-западном английском графстве Корнуолл. Многие его известные полотна были созданы здесь и изображают различные виды на бухту Ламорна. По предложению своего друга, живописца Стэнхоупа Форбса он взял художественный псевдоним Ламорна Бёрч. Бёрч был создателем и руководителем художественной группы Ламорна, состоявшей из некоторых живописцев Ньюлинской школы, осевших в Ламорне и образовавших здесь новую колонию. Занимался также преподаванием.
Впервые Бёрч выставил свою картину в Королевской академии художеств в 1892 году. В 1906 состоялась его первая персональная выставка в Обществе изящных искусств. В 1924 году он стал членом-корреспондентом Королевской академии художеств, в 1932 — действительным членом академии. В Королевской академии художник выставил более 200 своих полотен, участвовал также в выставках в различных галереях и музеях Англии и Европы. Количество картин, созданных Бёрчем за его долгую творческую карьеру, оценивается в несколько тысяч.